# Bruno Amaro
Bruno Amaro Sousa Barros est un footballeur portugais né le 17 février 1983 à Penafiel. Il évolue au poste de milieu de terrain.

## Biographie
Bruno Amaro reçoit 2 sélections en équipe du Portugal des moins de 21 ans entre 2004 et 2006.
À l'issue de la saison 2009-2010, il compte à son actif un total de 94 matchs en 1re division portugaise.

## Carrière
- 2001-2007 :  FC Penafiel
- 2006-2011 :  CD Nacional
- 2009-2010 : → Académica de Coimbra
- 2011-2013 :  Vitória Setúbal[1],[2]

## Statistiques
À l'issue de la saison 2009-2010
- 94 matchs et 8 buts en 1re division portugaise
- 34 matchs et 0 but en 2e division portugaise